# Congrès des Philippines
Pour les autres articles nationaux ou selon les autres juridictions, voir Congrès (homonymie).

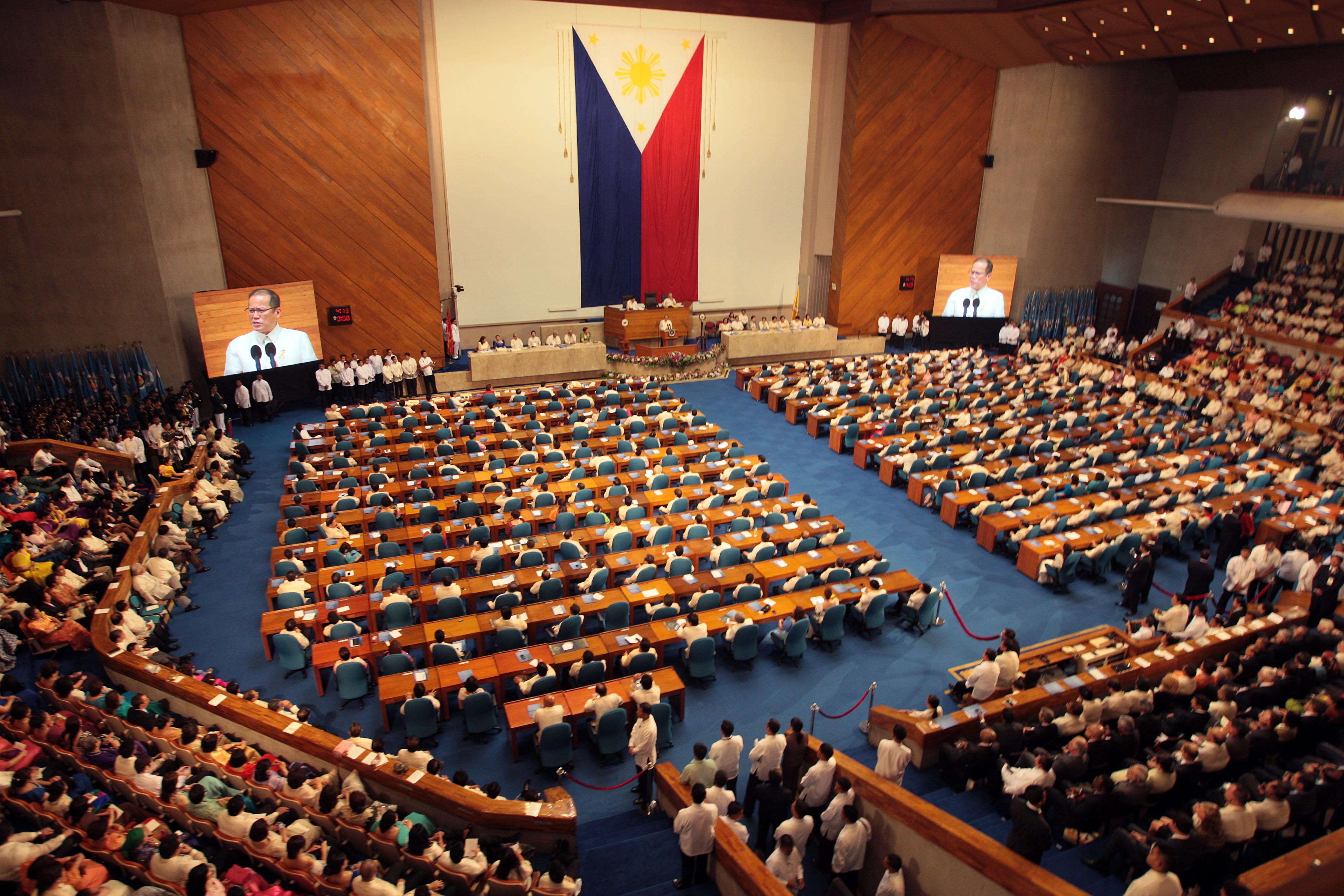
Le président Benigno Aquino III prononce le discours sur l'état de la nation en 2011 lors d'une session conjointe du Congrès des Philippines.

Le Congrès des Philippines (en philippin : Kongreso ng Pilipinas ; en anglais : Congress of the Philippines) est l'organe législatif bicaméral des Philippines. Il se compose :
- du Sénat, sa chambre haute ;
- de la Chambre des représentants qui forme sa chambre basse[1].